# Gilles Ivain
Ivan Vladimirovitch Chtcheglov (en russe : Иван Владимирович Щеглов), dit Gilles Ivain, né le 16 janvier 1933 à Paris et mort le 21 avril 1998 à Bry-sur-Marne, est un théoricien politique et poète français.

## Famille
Ivan est le fils de Vladimir Chtchegloff, révolutionnaire  ukrainien condamné à deux ans de prison à la suite de la Révolution russe de 1905. Après sa libération Vladimir quitte l'Empire russe avec sa femme, Hélène Zavadsky, de nationalité polonaise qu'il a épousée à Bakhmout le 2 février 1907. Ils habitent trois ans en Belgique où Vladimir exerce le métier de chauffeur de taxi à partir de juin 1910. Début 1911, le couple s'installe à Paris où il continue son nouveau métier. Il est membre actif de la CGT et s’implique dans la grève des chauffeurs de taxi du 28 novembre 1911 au 18 avril 1912. L'année suivante, Hélène Chtchegloff retourne vivre en Pologne, mais Vladimir attend le 18 février 1929 pour faire prononcer le divorce. Naturalisé français le 22 mars 1926, il travaille à présent dans le négoce des fourrures. Le 17 octobre 1932, il épouse à Charenton-le-Pont Lucienne Leroy, enceinte de six mois de leur futur fils unique Ivan.

## Internationale lettriste
Quoique membre éphémère de l'Internationale lettriste (IL), Ivan, dit Gilles Ivain, peintre, écrivain, psychogéographe, ami d'Henry de Béarn, de Patrick Straram et de Gaëtan M. Langlais (1935-1982), a marqué d'une empreinte indélébile ce mouvement.
L'une des rares traces de l'importance du rôle qu'il a pu y jouer entre 1953 et 1954 demeure son Formulaire pour un urbanisme nouveau, texte écrit en août-septembre 1953 et adopté par l'IL en octobre dont une version, établie par Guy Debord, a paru en 1958 dans le premier numéro de la revue Internationale situationniste avec cette présentation : « L'Internationale lettriste avait adopté en octobre 1953 ce rapport de Gilles Ivain sur l'urbanisme, qui constitua un élément décisif de la nouvelle orientation prise alors par l’avant-garde expérimentale. Le présent texte a été établi à partir de deux états successifs du manuscrit, comportant de légères différences de formulation, conservés dans les archives de l'I.L., puis devenus les pièces numéro 103 et numéro 108 des Archives situationnistes. »
Ivan Chtcheglov a été exclu de l'Internationale lettriste en juin 1954, peu après la démission de Gaëtan M. Langlais avec lequel il a ensuite poursuivi durant plusieurs années quelques-unes des recherches commencées au sein de l'Internationale lettriste. Contrairement à ce qu'affirmaient en 1972 Jean-Jacques Raspaud et Jean-Pierre Voyer, et à ce qu'avaient espéré Guy Debord et Michèle Bernstein vers 1964, Ivan Chtcheglov n'a jamais appartenu à l'Internationale situationniste mais il en fut considéré comme membre « de loin » car longtemps interné en clinique psychiatrique.

## Activisme
Avec son ami Henry de Béarn, Ivan planifie de faire exploser, en 1950, la Tour Eiffel avec la dynamite qu'ils ont volé sur un chantier de construction voisin car « elle réfléchissait la lumière dans leur chambre commune et les empêchait de dormir la nuit ».
En 1959, il est arrêté au café Les Cinq Billards de la rue Mouffetard à Paris et est placé par sa femme dans un hôpital psychiatrique où il est traité par injections d'insuline et par électrochocs pendant cinq années.